# Vườn quốc gia Hat Khanom - Mu Ko Thale Tai
Hat Khanom - Mu Ko Thale Tai (tiếng Thái: หาดขนอม-หมู่เกาะทะเลใต้) là một vườn quốc gia đang trong quá trình thành lập tại Thái Lan. Khu vực này nằm ở phía Nam Thái Lan, bao phủ khu vực các huyện  Khanom và Sichon của tỉnh Nakhon Si Thammarat và Don Sak và Ko Samui của tỉnh Surat Thani.
Tên gọi khu vườn này đề cập đến hai phần lớn của vườn - Hat Khanom là nói đến các bãi biển của  huyện Khanom, và quần đảo Thale Tai bao gồm 8 đảo trong Vịnh Thái Lan giữa  Khanom và đảo Samui. Các khu vực khác thuộc khu vườn này là các đồi rừng, và rừng đước cùng với các rạch.